# Łęki Strzyżowskie
Łęki Strzyżowskie est une localité polonaise de la gmina de Wojaszówka, située dans le powiat de Krosno en voïvodie des Basses-Carpates.